# 桑格利 (阿登省)
桑格利（法語：Singly，法語發音：[sɛ̃ɡli]）是法国阿登省的一个市镇，属于沙勒维尔-梅济耶尔区。

## 地理
桑格利（49°38'32"N, 4°42'2"E）面积9.92 平方千米，位于法国大東部大區阿登省，该省份为法国北部内陆省份，西接埃纳省，南至马恩省，东临默兹省，北与比利时接壤。
与桑格利接壤的市镇（或旧市镇、城区）包括：拉奥尔涅、普瓦-泰龙、维莱叙勒蒙、弗利兹。

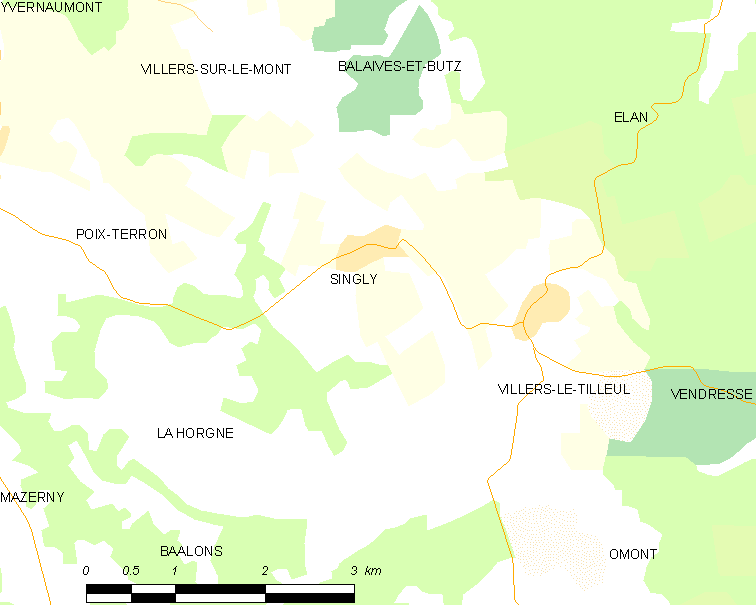
的OSM定位图

桑格利的时区为UTC+01:00、UTC+02:00（夏令时）。

## 行政
桑格利的邮政编码为08430，INSEE市镇编码为08422。

## 政治
桑格利所属的省级选区为默兹河畔努维永县。

## 人口

1962-2008年间人口变化图示

桑格利于2022年1月1日时的人口数量为137人。